# (533398) 2014 GA54
(533398) 2014 GA54 est un objet transneptunien en résonance 5:8 avec Neptune. 

## Caractéristiques
(533398) 2014 GA54 mesure environ 130 km de diamètre.